# Михалкин, Игорь Геннадьевич
И́горь Генна́дьевич Миха́лкин (род. 31 мая 1985, Иркутск, Иркутская область, СССР) — российский боксёр-профессионал полутяжёлой весовой категории. Член сборной России по боксу, мастер спорта России международного класса, чемпион Европы среди юниоров, победитель ряда международных и российских турниров в любителях.
Среди профессионалов бывший чемпион мира по версии IBO (2017—2018, 2019), чемпион Европы по версии EBU (2014—2016) в полутяжёлом весе.

## Биография
Игорь Михалкин родился 31 мая 1985 года в Иркутске в семье известного советского боксёра Геннадия Михалкина. В возрасте девяти лет записался в секцию кикбоксинга, но в 1997 году перешёл в бокс.

## Любительская карьера
Занимался в боксёрском зале иркутского «Локомотива» у тренера Георгия Черемисина. Первого серьёзного успеха на ринге добился в 2003 году, когда в полутяжёлом весе выиграл матчевую встречу Россия — Куба, победил на чемпионате Европы среди юниоров и на Кубке памяти Никифорова — Денисова. За эти достижения ему присвоено звание мастера спорта международного класса.
В 2005 году Михалкин одержал победу на зимнем чемпионате «Олимпийские надежды», а через год стал серебряным призёром чемпионата ВФСО «Динамо» и дошёл до стадии четвертьфиналов на взрослом первенстве России. В 2007 году был лучшим на международном турнире в Белграде, однако пробиться в основной состав национальной сборной ему не удалось, поэтому вскоре спортсмен решил попробовать себя в профессионалах. Всего на любительском уровне провёл 240 боёв, из них 228 окончил победой.

## Профессиональная карьера
Первый профессиональный бой Игоря Михалкина состоялся в ноябре 2007 года, подписав контракт с немецкой промоутерской компанией Universum Box-Promotion, он вышел на ринг против словака Стефана Станко и победил техническим нокаутом во втором раунде. В течение трёх лет одержал на территории Германии множество уверенных побед.

#### Бой с Алексием Куземским
В мае 2010 года сразился с поляком Алексием Куземским за титул интернационального чемпиона Германии. Матч продлился все десять раундов, судьи единогласным решением отдали чемпионский пояс представителю Польши.
Несмотря на эту неудачу, после почти двухлетнего перерыва российский боксёр продолжил успешно выходить на ринг, а в 2013 году присоединился к немецкой промоутерской компании EC Box Promotion.
11 апреля 2016 года допинг-проба А чемпиона Европы по боксу Игоря Михалкина дала положительный результат на запрещённый WADA препарат мельдоний. В конце 2016 года с Михалкина была снята дисквалификация, наложенная на него весной, поскольку он принимал «мельдоний» ещё до того, как он был запрещен.

#### Бой с Томасом Вестхайзеном
19 мая 2017 года в Германии победил единогласным решением судей небитого южноафриканского боксёра Томаса Вестхайзена (27-0-2) со счётом 118—109, 118—110, 118—110 и завоевал вакантный титул чемпиона мира по версии IBO в полутяжёлом весе.

## Статистика профессиональных боёв
В таблице перечислены результаты всех поединков боксёров.
В каждой строке указан результат поединка. Дополнительно номер поединка обозначен цветом, который обозначает итог поединка. Расшифровка обозначений и цветов представлена в нижеследующей таблице.
| Пример | Расшифровка                     |
| ------ | ------------------------------- |
|        | Победа                          |
|        | Ничья                           |
|        | Поражение                       |
|        | Планируемый поединок            |
|        | Поединок признан несостоявшимся |
| КО     | Нокаут                          |
| ТКО    | Технический нокаут              |
| PTS    | Решение судей (по очкам)        |
| UD     | Единогласное решение судей      |
| MD     | Решение большинства судей       |
| SD     | Раздельное решение судей        |
| RTD    | Отказ от продолжения боя        |
| DQ     | Дисквалификация                 |
| NC     | Поединок признан несостоявшимся |

| 28 поединков, 25 побед (11 нокаутом), 3 поражения. | 28 поединков, 25 побед (11 нокаутом), 3 поражения. | 28 поединков, 25 побед (11 нокаутом), 3 поражения. | 28 поединков, 25 побед (11 нокаутом), 3 поражения. | 28 поединков, 25 побед (11 нокаутом), 3 поражения. | 28 поединков, 25 побед (11 нокаутом), 3 поражения.                                                         | 28 поединков, 25 побед (11 нокаутом), 3 поражения. |
| Бой                                                | Дата                                               | Соперник                                           | Место проведения                                   | Раундов                                            | Примечание                                                                                                 |                                                    |
| -------------------------------------------------- | -------------------------------------------------- | -------------------------------------------------- | -------------------------------------------------- | -------------------------------------------------- | --- | -------------------------------------------------- |
| 28                                                 | 12 ноября 2022                                     | Дилмурод Сатыбалдиев (13-2)                        | УСК «Крылья Советов», Москва, Россия               | UD 10 (10)                                         | Бой за вакантный титул чемпиона Содружества (СНГ) по версии RBF Intercontinental в полутяжёлом весе.       |                                                    |
| 27                                                 | 10 сентября 2021                                   | Матьё Бодерлик (20-1)                              | Ролан Гаррос, Париж, Франция                       | RTD 7 (12), 3:00                                   | Бой за вакантный титул чемпиона Европы по версии EBU в полутяжёлом весе.                                   |                                                    |
| 26                                                 | 20 марта 2021                                      | Денис Царюк (12-4)                                 | ДС Мегаспорт, Москва, Россия                       | TKO 4 (8), 2:17                                    | |                                                    |
| 25                                                 | 6 июля 2019                                        | Тимур Никархоев (21-2)                             | Гамбург, Германия                                  | UD 12 (12)                                         | Счёт: 119-109, 120-108 (дважды). Завоевал титул временного чемпиона мира по версии IBO в полутяжёлом весе. |                                                    |
| 24                                                 | 8 сентября 2018                                    | Бернард Донфак (23-20-4)                           | Цинновиц, Германия                                 | TKO2 (10)                                          | |                                                    |
| 23                                                 | 3 марта 2018                                       | Сергей Ковалёв (31-2-1)                            | Madison Square Garden, Нью-Йорк, США               | TKO7 (12)                                          | Бой за титулы чемпиона мира по версиям EBP и WBO в полутяжёлом весе.                                       |                                                    |
| 22                                                 | 2 декабря 2017                                     | Дуду Нгумбу (37-7-0)                               | La Palestre, Ле-Канне, Франция                     | UD12 (12)                                          | Счёт: 117-111, 116-112, 116-112. Защитил титула чемпиона мира по версии IBO в полутяжёлом весе.            |                                                    |
| 21                                                 | 19 мая 2017                                        | Томас Остхайзен (27-0-2)                           | Барклейкард Арена, Гамбург, Германия               | UD12 (12)                                          | Счёт: 118-109, 118-110, 118-110. Завоевал вакантный титула чемпиона мира по версии IBO в полутяжёлом весе. |                                                    |
| 20                                                 | 18 марта 2017                                      | Евгений Махтеенко (8-6)                            | Baltiska hallen, Мальмё, Швеция                    | UD8 (8)                                            | |                                                    |
| 19                                                 | 12 марта 2016                                      | Патрик Буа (14-4-1)                                | Marcel-Cerdan, Леваллуа-Перре, Франция             | UD12 (12)                                          | 3-я защита титула EBU.                                                                                     |                                                    |
| 18                                                 | 9 октября 2015                                     | Уго Касперски (26-5-1)                             | Maison des Sports, Клермон-Ферран, Франция         | UD12 (12)                                          | 2-я защита титула EBU.                                                                                     |                                                    |
| 17                                                 | 14 марта 2015                                      | Хаким Шиюи (30-3-1)                                | Salle Dubois-Crance, Шарлевиль-Мезьер, Франция     | КО9 (12)                                           | 1-я защита титула EBU.                                                                                     |                                                    |
| 16                                                 | 11 апреля 2014                                     | Мохамед Белкасем (21-6-1)                          | Universal Hall, Берлин, Германия                   | TD8 (12)                                           | Завоевал вакантный титул чемпиона Европы по версии EBU.                                                    |                                                    |
| 15                                                 | 5 июля 2013                                        | Дуду Нгумбу (31-4-0)                               | Тие, Валь-де-Марн, Франция                         | SD12 (12)                                          | Бой за титул WBO Inter-Continental.                                                                        |                                                    |
| 14                                                 | 18 сентября 2012                                   | Хамза Вандера (14-4-2)                             | Варшавка Sky, Москва, Россия                       | TKO6 (8)                                           | |                                                    |
| 13                                                 | 7 июля 2012                                        | Явуз Келес (7-5-1)                                 | Boxsporthalle Braamkamp, Гамбург, Германия         | PTS6 (6)                                           | |                                                    |
| 12                                                 | 22 мая 2010                                        | Алексий Куземский (18-1-0)                         | Stadthalle, Росток, Германия                       | UD10 (10)                                          | Бой за титул чемпиона Германии.                                                                            |                                                    |
| 11                                                 | 19 декабря 2009                                    | Дуду Нгумбу (20-1-0)                               | SCC, Шверин, Германия                              | MD8 (8)                                            | |                                                    |
| 10                                                 | 6 июня 2009                                        | Карим Беннама (17-11-2)                            | König Pilsener Arena, Оберхаузен, Германия         | UD8 (8)                                            | |                                                    |
| 9                                                  | 20 марта 2009                                      | Хосе Таварес (11-2-0)                              | Sporthalle, Гамбург, Германия                      | UD6 (6)                                            | |                                                    |
| 8                                                  | 7 марта 2009                                       | Диэндри Аброн (15-3-0)                             | Freiberger Arena, Дрезден, Германия                | TKO2 (6)                                           | |                                                    |
| 7                                                  | 10 января 2009                                     | Сергей Белошапкин (7-2-0)                          | Bordelandhalle, Магдебург, Германия                | KO4 (8)                                            | |                                                    |
| 6                                                  | 15 ноября 2008                                     | Эмманоэль да Силва (16-7-0)                        | Burg-Waechter Castello, Дюссельдорф, Германия      | KO3 (6)                                            | |                                                    |
| 5                                                  | 10 октября 2008                                    | Патрик Линкерт (1-1-1)                             | Mittellandhalle, Барлебен, Германия                | TKO3 (4)                                           | |                                                    |
| 4                                                  | 11 июля 2008                                       | Мариуш Радзишевский (0-1-0)                        | Rundturnhalle, Куксхафен, Германия                 | UD4 (4)                                            | |                                                    |
| 3                                                  | 16 мая 2008                                        | Михалий Краткий (5-13-2)                           | Ballhaus Arena, Ашерслебен, Германия               | TKO2 (4)                                           | |                                                    |
| 2                                                  | 4 декабря 2007                                     | Рихард Ремен (2-24-0)                              | Ballhaus Arena, Зёльден, Германия                  | KO1 (4)                                            | |                                                    |
| 1                                                  | 30 ноября 2007                                     | Стефан Станко (5-52-1)                             | DM-Arena, Карлсруэ, Германия                       | TKO2 (4)                                           | |                                                    |